# Sipho Dlamini
Sipho Dlamini (* 30. November 1972) ist ein ehemaliger eswatinischer Leichtathlet, der sich auf den Mittelstreckenlauf spezialisiert hatte.
Er trat bei den Olympischen Spielen 1992 in Barcelona an. Sowohl über 800 als auch über 1500 m schied er im Vorlauf aus.